# Nicolao Sottile
Nicolao Sottile (Lione, 4 gennaio 1751 – Grignasco, 3 novembre 1832) è stato un presbitero e scrittore italiano.

## Biografia
Nicolao Sottile nacque a Lione da emigranti Valsesiani originari di Rossa, paesino della Val Sermenza. Si laureo' in teologia a Torino nel 1772 e divenne sacerdote celebrando la propria prima messa nel 1774. Dopo essere stato parroco a Valduggia tra il 1781 e il 1787 e segretario del vescovo Bertone di Sambuy venne nominato canonico nel 1793. Le sue idee, giudicate per il tempo troppo liberali, gli valsero il confino al seminario di Bobbio, ma nel corso dei rivolgimenti politici di quegli anni tornò nel favore delle nuove autorità. Rimase sempre legato alla Valsesia dove oltre che come canonico operò come benefattore, costruendo un rifugio alpino al Colle di Valdobbia ora a lui dedicato, il Rifugio Ospizio Sottile. Scrisse numerosi libri tra i quali, nel 1803, un saggio descrittivo della Valsesia intitolato Quadro della Valsesia, al quale seguirono altri testi dedicati ai territori del Piemonte nord-orientale. Morì il 3 novembre del 1832 ad Ara dopo una breve malattia all'età di 84 anni. Le sue spoglie riposano nella chiesa di Sant'Antonio Abate in frazione Colma di Valduggia in provincia di Vercelli.

## Il ricordo
Nel 1835 fu istituito un premio a lui dedicato, che venne distribuito fino al 1846. Gli abitanti della Colma di Valduggia gli dedicarono un busto nel 1893. I comuni di Riva Valdobbia, Borgosesia e di Novara gli hanno dedicato ciascuno il nome di una via.

## Scritti
- (FR) Pensées, et refléxions sur divers sujets. Par l'abbe Sottile, Avignone, Niel imprimeur-libraire, 1777.
- Dissertazione dell'abate Sottile sul quesito dell'Accademia di Padova. Quali sono i mezzi più adatti ad accendere e conservare la passione del bene degli uomini nell'animo di que' giovani che dovranno essere un giorno potenti per autorità, o per opulenza?, Milano, Giuseppe Galeazzi Regio Stampatore, 1785.
- Della educazione degli uomini di stato dell'abate Sottile, Torino, fratelli Reycenfs, 1788.
- Nicolò Sottile, Quadro della Valsesia del canonico Sottile, Novara, G.  Rasario, 1803.
- Nicolò Sottile, Quadro dell'Ossola dedicato al signor Francesco Borgnis Bollongaro da Nicolao Sottile canonico e cittadino di Novara, Novara, Mezzotti, 1810.
- Nicolò Sottile, Quadro economico e morale del distretto di Vigevano, Novara, Mezzotti, 1810.